# Тед Левін
Тед Левін (англ. Ted Levine; нар. 29 травня 1957) — американський актор.

## Біографія
Тед Левін народився 29 травня 1957 року в селі Беллер, округу Бельмонт, штат Огайо. Батьки: Мілтон Дімітрі Левін та Шарлотта Вірджинія Кларк, які були лікарями. Навчався у коледжі Мальборо (англ. Marlboro College) в штаті Вермонт, потім в Університеті Чикаго.

## Кар'єра
Виступав на театральній сцені в Чикаго, у 1980-х почав грати у фільмах і телесеріалах. Став відомим завдяки ролі маніяка Баффало Білла у фільмі «Мовчання ягнят» (1991). Знімався у таких фільмах, як «Останній вигнанець» (1993), «Протистояння» (1995), «Куля» (1996), «Мобі Дік» (1998), «Дикий, дикий Захід» (1999), у серіалах «Монк» (2002—2009) та «Міст» (2013—2014).

## Особисте життя
Дружина Кім Філліпс, донька Мелісса і син Мак.

## Фільмографія
| Рік       |    | Українська назва                          | Оригінальна назва                                          | Роль                                    |
| --------- | -- | ----------------------------------------- | ---------------------------------------------------------- | --------------------------------------- |
| 1984      | с  | Американський театр                       | American Playhouse                                         | поліцейський                            |
| 1986      | тф | Кримінальна історія                       | Crime Story                                                | Френк Голман                            |
| 1986—1987 | с  | Кримінальна історія                       | Crime Story                                                | Френк Голман                            |
| 1987      | ф  | Будяк                                     | Ironweed                                                   | Поконо Піт                              |
| 1988      | ф  | Відданий                                  | Betrayed                                                   | Вес                                     |
| 1989      | ф  | Найближчий родич                          | Next of Kin                                                | Віллі Сімпсон                           |
| 1990      | с  | Той, що дзвонить опівночі                 | Midnight Caller                                            | Френк Бревер                            |
| 1991      | тф | Убивство у Високих Місцях                 | Murder in High Places                                      | Карсон Расселл                          |
| 1991      | ф  | Мовчання ягнят                            | The Silence of the Lambs                                   | Джеймі Гамб «Буффало Білл»              |
| 1993      | ф  | Нема куди тікати                          | Nowhere to Run                                             | містер Данстон                          |
| 1993      | тф | Поїзд смерті                              | Death Train                                                | Алекс Тірні                             |
| 1993      | тф | Останній ізгой                            | The Last Outlaw                                            | Поттс                                   |
| 1995      | с  | Людина нізвідки                           | Nowhere Man                                                | Дейв Пауерс                             |
| 1995      | ф  | Протистояння                              | Heat                                                       | Боско                                   |
| 1995      | ф  | Коток                                     | The Mangler                                                | офіцер Джон Гантон                      |
| 1996      | тф | Розумник                                  | Wiseguy                                                    | Пол Каллендар                           |
| 1996      | ф  | Куля                                      | Bullet                                                     | Луіс Стейн                              |
| 1997      | ф  | Божевільне місто                          | Mad City                                                   | Лемке                                   |
| 1997      | ф  | Флаббер                                   | Flubber                                                    | Вессон                                  |
| 1997      | тф | Еллен Фостер                              | Ellen Foster                                               | Білл Гаммонд                            |
| 1998      | тф | Мобі Дік                                  | Moby Dick                                                  | Старбак                                 |
| 1997—1999 | мс | Супермен                                  | Superman                                                   | Сінестро / Каркулл                      |
| 1999      | ф  | Дикий, дикий Захід                        | Wild Wild West                                             | генерал Макгат                          |
| 2001      | ф  | Еволюція                                  | Evolution                                                  | генерал Рассел Вудман                   |
| 2001      | ф  | Форсаж                                    | The Fast and the Furious                                   | сержант Таннер                          |
| 2001      | ф  | Нічого собі поїздочка                     | Joy Ride                                                   | Расті Нейл                              |
| 2001      | ф  | Алі                                       | Ali                                                        | Джо Смайлі                              |
| 2002      | с  | Третя зміна                               | Third Watch                                                | Браян О'Мейллі                          |
| 2002—2009 | с  | Монк                                      | Monk                                                       | капітан Ліланд Стоттлемеєр              |
| 2002—2006 | мс | Ліга Справедливості                       | Justice League                                             | Сінестро / Бульдозер / лейтенант нацист |
| 2004      | мс | Статичний шок                             | Static Shock                                               | Сінестро                                |
| 2004      | ф  | Маньчжурський кандидат                    | The Manchurian Candidate                                   | полковник Говард                        |
| 2005      | ф  | Бунт у Лос-Анжелесі                       | The L.A. Riot Spectacular                                  | Том Салтін                              |
| 2005      | ф  | Мемуари гейші                             | Memoirs of a Geisha                                        | полковник Деррікс                       |
| 2006      | ф  | Пагорби мають очі                         | The Hills Have Eyes                                        | Боб Картер                              |
| 2007      | ф  | Як боязкий Роберт Форд убив Джесі Джеймса | The Assassination of Jesse James by the Coward Robert Ford | шериф Тімберлейк                        |
| 2007      | ф  | Гангстер                                  | American Gangster                                          | Лоу Тобек                               |
| 2010      | ф  | Острів проклятих                          | Shutter Island                                             | Ворден                                  |
| 2011      | с  | Пекло на колесах                          | Hell on Wheels                                             | Деніел Джонсон                          |
| 2012      | с  | Удача                                     | Luck                                                       | Айсадоре Коен                           |
| 2012      | ф  |                                           | Deep Dark Canyon                                           | Блум Таун                               |
| 2013      | ф  |                                           | Jimmy                                                      | Джеймс Лі Мітчелл                       |
| 2013      | ф  | Єдиний постріл                            | A Single Shot                                              | Сесіл                                   |
| 2013—2014 | с  | Міст                                      | The Bridge                                                 | лейтенант Генк Вейд                     |
| 2013      | ф  |                                           | Banshee Chapter                                            | Томас Блекберн                          |
| 2014      | ф  |                                           | Big Game                                                   | генерал Андервуд                        |
| 2014      | ф  |                                           | Dig Two Graves                                             | шериф Уотерхаус                         |
| 2014      | ф  |                                           | Gutshot Straight                                           | Люїс                                    |
| 2015      | с  | Трофеї перед смертю                       | The Spoils Before Dying                                    | Герхарт Молл                            |
| 2015      | ф  |                                           | Little Boy                                                 | Сем                                     |
| 2016      | ф  | За кров до перемоги                       | Bleed for This                                             | Лу Дува                                 |
| 2016      | с  | Рей Донован                               | Ray Donovan                                                | Білл Примм                              |
| 2016      | с  | Смертельна зброя                          | Lethal Weapon                                              | Нед Броуер                              |
| 2017      | ф  |                                           | Bottom of the World                                        | пропвідник                              |
| 2018—2020 | с  | Алієніст                                  | The Alienist                                               | Томас Бернс                             |
| 2018      | с  | Тут і зараз                               | Here and Now                                               | Айк Байєр                               |
| 2018      | ф  | Світ Юрського періоду 2                   | Jurassic World: Fallen Kingdom                             | Кен Вітлі                               |
| 2019      | ф  |                                           | The Report                                                 | Джон Бреннан                            |
| 2019      | ф  |                                           | A Violent Separation                                       | Ед Квін                                 |
| 2021      | с  | Безмежне небо                             | Big Sky                                                    | Горст Клейнсассер                       |